# Chiesa della Madonna della Vittoria
La chiesa della Madonna della Vittoria o chiesa di Nostra Signora della Vittoria, precedentemente nota come chiesa di Sant'Antonio Abate (in maltese Knisja ta’ Sant'Antnin il-Kbir), è stata la prima chiesa ed edificio completato a La Valletta, a Malta. Nel 1566, in seguito al Grande Assedio di Malta, il Gran Maestro Jean Parisot de Valette e il suo Ordine mostrarono interesse a costruire una chiesa nel nome della Natività della Vergine come forma di ringraziamento; la costruzione fu finanziata da De Valette.
L'edificio della chiesa è elencato nell'inventario nazionale dei beni culturali delle isole maltesi, inoltre è aperta al pubblico gratuitamente.

## Storia
La chiesa fu costruita per commemorare la vittoria dei Cavalieri dell'Ordine di San Giovanni e dei maltesi sugli invasori ottomani l'8 settembre 1565. Fu costruita nel luogo in cui si tenne una cerimonia religiosa per inaugurare la posa della prima pietra della nuova città della Valletta il 28 marzo 1566. Una chiesa fu scelta come primo edificio per esprimere gratitudine. Non solo la chiesa è dedicata alla Natività della Vergine, ma il dipinto titolare che si trova dietro l'altare maggiore raffigura la nascita della Beata Vergine.
Il grande maestro Jean Parisot de Valette finanziò la costruzione dell'edificio. De Valette morì di febbre il 21 agosto 1568 e fu sepolto nella cripta della chiesa. Tuttavia, quando fu costruita la concattedrale di San Giovanni, i suoi resti furono trasferiti lì.
Nel 1617, l'ordine di San Giovanni scelse questa chiesa come chiesa parrocchiale. La chiesa fu quindi dedicata a Sant'Antonio Abate. Nel 1699 l'abside della chiesa fu ampliata per ordine del Gran Maestro Ramon Perellos y Roccaful. Nel 1716, l'artista maltese Alessio Erardi fu incaricato da Perellos di dipingere la volta con scene elementari raffiguranti la Vita della Vergine; questi furono completati in due anni. Nel 1752 la facciata, la sagrestia, il campanile e la casa del parroco furono ampliati, in tale intervento la facciata ricevette un bellissimo aspetto barocco. La facciata comprende anche un busto in bronzo di Papa Innocenzo XII. Inoltre, nella seconda parte del XVIII secolo, oltre agli altari dedicati a San Giovanni Battista e San Paolo, furono costruiti altri due altari.
Nel 1837, la chiesa divenne la chiesa della Guarnigione dei Royal Malta Fencibles, in seguito la Royal Malta Artillery. Nel corso degli anni, la chiesa ha subito numerosi danni sia alla sua struttura che ai suoi dipinti. Il 23 aprile 1942, il soffitto della chiesa fu danneggiato a seguito di un'incursione aerea che colpì La Valletta che distrusse anche il vicino Teatro Reale. Ancora una volta l'8 settembre 1943 un altro nemico, questa volta la flotta italiana, si arrese; la chiesa divenne quella di Nostra Signora della Vittoria.
Nel 2000 la fiducia nazionale di Malta, Din l-Art Ħelwa, ha avviato un progetto di restauro insieme al Progetto di riabilitazione della Valletta e al Dipartimento Musei. Il restauro è stato effettuato sul tetto, sui terminali e su parte del campanile, sponsorizzato da Computime. Il restauro esterno è stato completato nel 2002; PricewaterhouseCoopers è stato uno degli sponsor principali. La ristrutturazione degli interni è iniziata nel 2004. La chiesa è ancora in fase di restauro e i lavori dovrebbero concludersi entro il 2016.

## Descrizione

### Interno

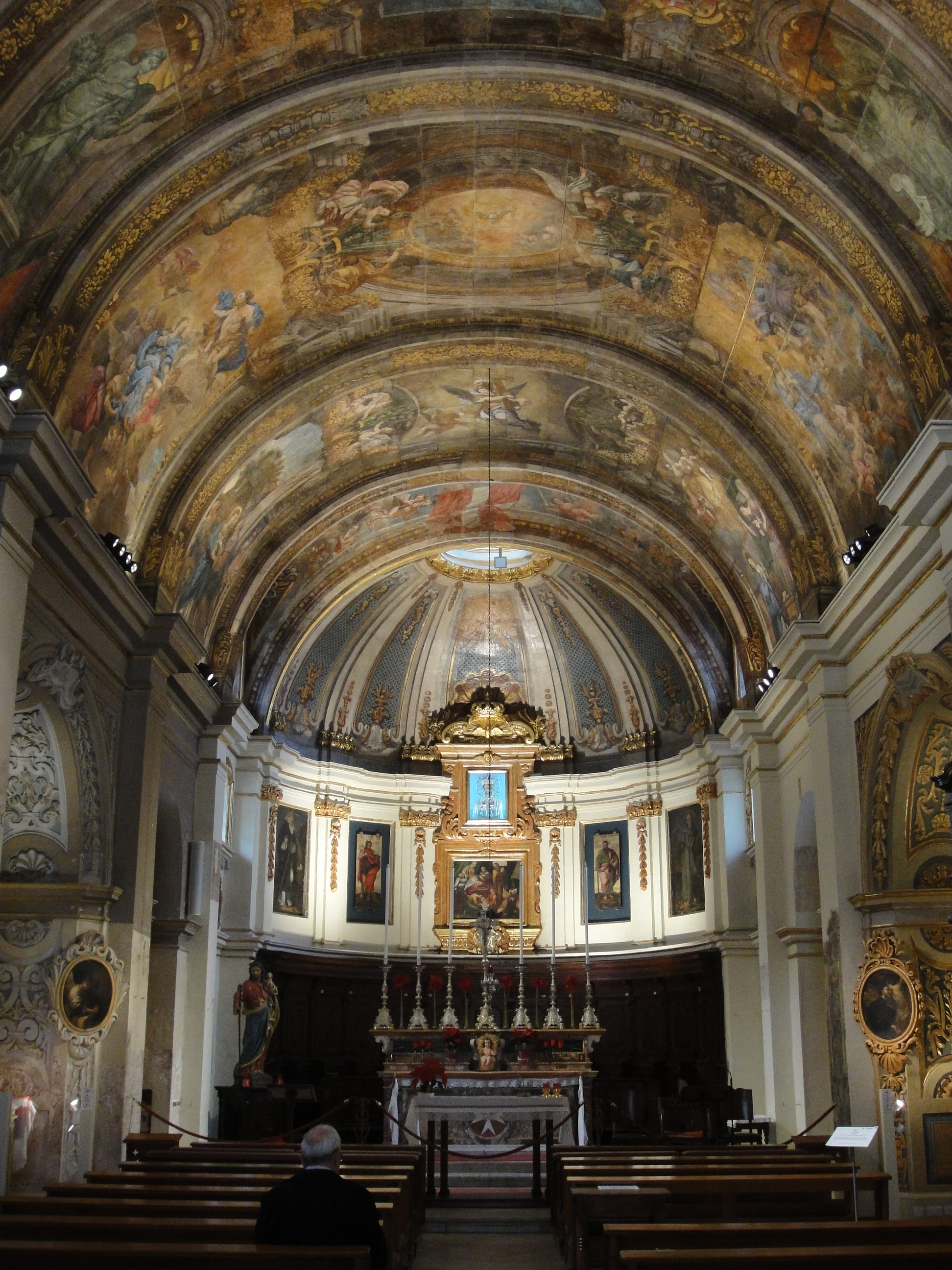
Interno della chiesa

La chiesa conserva una serie di tesori artistici. I dipinti sopra l'altare raffigurano sant'Antonio d'Egitto e sant'Antonio da Padova. Questi furono portati a Malta nel 1530 dai Cavalieri di Malta dopo che l'imperatore Carlo V accordò l'isola all'Ordine di San Giovanni come base. La chiesa contiene anche opere di Francesco Zahra, Ermenegildo Grech ed Enrico Arnaux.
Nel 1792, il grande ammiraglio veneziano Angelo Emo morì a Malta. Emo desiderava che il suo cuore fosse sepolto nella chiesa della Signora della Vittoria; un monumento a suo nome dello scultore maltese Vincenzo Dimech fu eretto nel 1802.